# Francesca Braggiotti
Pour les articles homonymes, voir Braggiotti.
 (juin 2025).
Si vous disposez d'ouvrages ou d'articles de référence ou si vous connaissez des sites web de qualité traitant du thème abordé ici, merci de compléter l'article en donnant les références utiles à sa vérifiabilité et en les liant à la section « Notes et références ».
Francesca Braggiotti (née le 17 décembre 1902 à Florence et morte le 25 février 1998) est une actrice et danseuse
italienne.

## Biographie
Deuxième d'une fratrie de huit frères et sœurs, Francesca Braggiotti est issue d'une famille d'artistes. Ses parents sont tous deux chanteurs d'opéra.
Elle commence une carrière de danseuse, en formant Les sœurs Braggiotti, en duo avec sa sœur Berthe. Elles obtiennent un certain succès aux États-Unis, en particulier à Boston, où elles se produisent régulièrement peu après la Première Guerre mondiale, et où elles ouvrent une école de danse réputée.
Après le décès de sa sœur en 1928, Francesca se lance dans une carrière de doubleuse et d'actrice. Elle est ainsi la première doubleuse italienne de Greta Garbo.
Au cinéma, elle débute en 1932 en tenant un rôle dans Raspoutine et l'Impératrice. Son rôle le plus célèbre est celui de la reine Sophonisbe, qu'elle incarne dans  Scipion l'Africain (1937), de Carmine Gallone.
Elle épouse l'acteur américain John Davis Lodge en 1929, et met fin à sa carrière d'actrice lorsque ce dernier entame une carrière politique comme gouverneur et ambassadeur.

## Filmographie
- 1932 : Raspoutine et l'Impératrice, de Richard Boleslawski
- 1933 : Les Quatre Filles du docteur March (Little Women) de George Cukor
- 1937 :  Scipion l'Africain de Carmine Gallone
- 1938 : Ce soir à onze heures (Stasera alle undici) d'Oreste Biancoli